# San Isidro de Atenas
San Isidro es un distrito del cantón de Atenas, en la provincia de Alajuela, de Costa Rica.

## Geografía
San Isidro cuenta con un área de 14,39 km² y una altitud media de 1000 m s. n. m.

## Demografía
Para el año 2022, San Isidro cuenta con una población estimada de 3342 habitantes, y para el último censo efectuado, en 2011, San Isidro contaba con una población de 2813 habitantes.

## Localidades
- Poblados: Alto Naranjo, Bajo Cacao, Morazán, Pato de Agua (parte), Pavas, Rincón.